# Archingeay
Archingeay – miejscowość i gmina we Francji, w regionie Nowa Akwitania, w departamencie Charente-Maritime.
Według danych na rok 1990 gminę zamieszkiwało 539 osób, a gęstość zaludnienia wynosiła 32 osób/km² (wśród 1467 gmin regionu Poitou-Charentes Archingeay plasuje się na 528. miejscu pod względem liczby ludności, natomiast pod względem powierzchni na miejscu 502.).